# Françoise Dorléac

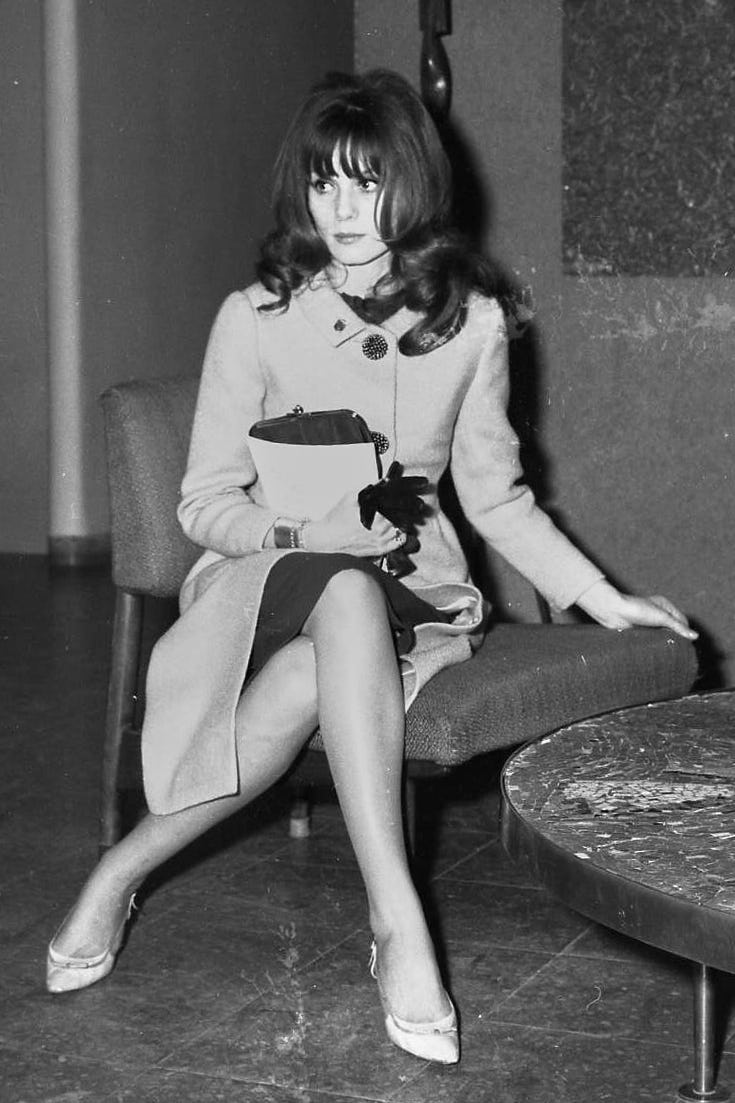
Françoise Dorléac 1963 auf einer Fotografie von Boris Carmi

Françoise Dorléac (* 21. März 1942 in Paris; † 26. Juni 1967 in Villeneuve-Loubet, Département Alpes-Maritimes) war eine französische Schauspielerin  sowie ältere Schwester von Catherine Deneuve. Sie drehte in ihrer kurzen Filmkarriere insgesamt 16 Filme (Krimis, Abenteuerfilme, aber auch Komödien) und avancierte zu einer der beliebtesten jungen Schauspielerinnen des französischen Films.

## Leben und Werk
Dorléac war die Tochter der Schauspieler Maurice Dorléac (1901–1979) und Renée Simonot (1911–2021). Ihre eineinhalb Jahre jüngere Schwester Catherine Deneuve wurde gleichfalls Schauspielerin.
Dorléac studierte klassischen Tanz, nahm später Schauspielunterricht bei Raymond Girard und arbeitete am Pariser Theater, wo sie schon bald als Gigi einen Bühnenerfolg feiern konnte. Mit dem Kurzfilm Mensonges debütierte sie 1957 im Kino und in Sie hassen und sie lieben hatte sie 1960 erstmals eine kleine Rolle in einem abendfüllenden Spielfilm. Im Jahr 1962 gab man ihr die erste Hauptrolle in Die tolle Masche an der Seite von Jean-Pierre Cassel, mit dem sie im selben Jahr noch einmal in Auch Stehlen will gelernt sein zusammen spielte.
Berühmt wurde sie 1963 mit Hauptrollen in zwei Filmen: Sie spielte die sanfte, den verheirateten Liebhaber zurückweisende Stewardess Nicole in François Truffauts elegischem Drama Die süße Haut und die kapriziöse Agnès in Philippe de Brocas comicartiger Komödie Abenteuer in Rio, in der sie Co-Star Jean-Paul Belmondo herumkommandiert. Roman Polański besetzte sie 1966 als Teresa in Wenn Katelbach kommt…, eine ihrer ernstesten Rollen. Einen ihrer größten Erfolge hatte sie als Solange Garnier in Jacques Demys Musical Die Mädchen von Rochefort, in dem sie und Catherine Deneuve Zwillingsschwestern spielten. Dies war Dorléacs vorletzter Film. Im Alter von 25 Jahren kam sie auf der Fahrt zum Flughafen von Nizza ums Leben, als sie mit ihrem Mietwagen in der Autobahnausfahrt Villeneuve-Loubet verunglückte und dieser Feuer fing.

## Filmografie
- 1957: Mensonges (Kurzfilm)
- 1960: Sie hassen und sie lieben (Les Loups dans la bergerie)
- 1960: Die kleinen Sünderinnen (Les Portes claquent)
- 1961: Ce soir ou jamais
- 1961: Das Mädchen mit den goldenen Augen (La Fille aux yeux d’or)
- 1961: Alles Gold dieser Welt (Tout l’or du monde)
- 1962: Das Spiel der Lüge (Adorable menteuse)
- 1962: Die tolle Masche (La Gamberge)
- 1962: Les trois chapeaux claques (Fernsehfilm)
- 1962: Auch Stehlen will gelernt sein (Arsène Lupin contre Arsène Lupin)
- 1963: Teuf-teuf (Fernsehfilm)
- 1964: Abenteuer in Rio (L’Homme de Rio)
- 1964: Die süße Haut (La Peau douce)
- 1964: Jagd auf Männer (La chasse à l’homme)
- 1964: Der Reigen (La Ronde)
- 1964: Les petites demoiselles (Fernsehfilm)
- 1965: Dschingis Khan (Genghis Khan)
- 1965: Dolche in der Kasbah (Where the Spies Are)
- 1966: Wenn Katelbach kommt… (Cul-de-sac)
- 1967: Julie de Chaverny ou La double méprise (Fernsehfilm)
- 1967: Die Mädchen von Rochefort (Les Demoiselles de Rochefort)
- 1967: Das Milliarden-Dollar-Gehirn (Billion Dollar Brain)
- 1968: Die Monkees (The Monkees, Fernsehserie, 1 Folge)

## Dokumentarfilm
- Elle s’appelait Françoise. Fernsehdokumentation, Frankreich, 1996, 63 Min., Regie: Anne Andreu, Mathias Ledoux, Produktion: Canal+[4] – Begleitend zu dem Fernsehfilm erschien das Buch: Catherine Deneuve, Patrick Modiano: Elle s'appelait Françoise. Canal+ Editions, Paris 1996. ISBN 2-226-08838-5.